# Novokhopiorsk
Novokhopiorsk - Новохопёрск (rus) - és una ciutat de l'óblast de Vorónej, a Rússia.

## Història
Després del segle xvii, a l'indret de l'actual Novokhopiorsk es trobava una vila cosaca anomenada Pristanski. Aquest poble fou destruït el 1708 durant l'aixecament dels cosacs sota el poder de l'ataman Kondrati Bulavine.
El 1710, Pere I signà un decret per construir-hi la fortalesa Khopiórskaia. La vila rebé l'estatus de ciutat el 1779.